# Littoraria philippiana
Littoraria philippiana is een slakkensoort uit de familie van de Littorinidae. De wetenschappelijke naam van de soort is voor het eerst geldig gepubliceerd in 1857 door Reeve.